# Häverö-Bergby naturreservat
Häverö-Bergby naturreservat är ett naturreservat i Norrtälje kommun i Stockholms län.
Området är naturskyddat sedan 1983 och är 129 hektar stort. Reservatet omfattar en igenväxt sjö och södra delen av en annan. Reservatet består av barrskog, med inslag av asp och ädla lövträd, sumpskogspartier och hällmarkstallskogar.